# Kirche von Kaw
Die Kirche von Kaw gehörte zu den besterhaltenen Kirchen in Unternubien im heutigen Süden Ägyptens. Das vermutlich aus dem 13. Jahrhundert stammende kleine Gebäude im klassischen nubischen Baustil in einer frühchristlichen Siedlung ging mit der Überflutung durch den Nassersee in den 1960er Jahren verloren.

## Lage
Kaw lag am rechten, östlichen Ufer des Nil zwischen dem 1. und 2. Katarakt etwa 75 Kilometer nordöstlich von Wadi Halfa und halbwegs zwischen den antiken Städten Qustul und Qasr Ibrim. Gegenüber, auf der westlichen Seite des Nil wurden in der größeren Siedlung Tamit mehrere Kirchenruinen freigelegt. Wenige Kilometer flussaufwärts, ebenfalls auf der westlichen Seite, stand in Gindinarri ein bis auf einen zusätzlichen Kapellenanbau sehr ähnliches Kirchengebäude. Die Kirche von Kaw befand sich an einem nach Norden abfallenden Hang direkt am Flussufer.

## Bauform
Der Grundriss der Kirche am Fluss stellt ein klassisches Beispiel einer nubischen Dorfkirche dar. Bereits Geoffrey S. Mileham beschrieb nach einer Expedition Anfang des 20. Jahrhunderts diesen Grundriss als den Normaltypus der nubischen Kirchen. Das nicht genau eingemessene Rechteck war etwa 14 Meter lang, an der Ostwand 8,5 Meter und an der Westwand 9,5 Meter breit. Die beiden Eingänge in den Längswänden lagen sich am Westende des zentralen dreischiffigen Kirchenraums gegenüber. Hinter der halbrunden Altarnische (Apsis, zentraler heiliger Bereich der koptischen Kirche: Haikal) auf der Ostseite verband ein schmaler Umgang die beiden seitlichen Apsisnebenräume, die jeweils durch eine Tür vom Kirchenschiff (Naos) zu betreten waren. Ein solcher Verbindungsgang ist für Nubien typisch. Bei Kirchen im Nahen Osten fand er sich selten. Ein vergleichbares Beispiel ist die noch in geringen Resten vorhandene frühbyzantinische Basilika von Hosn Niha im Libanon. Der Eingang zum südlichen Nebenraum war breiter und lag an der Außenwand, während der nördliche Eingang nach der Mitte verschoben war.
Entlang der Westwand gab es ebenfalls eine Unterteilung in drei annähernd gleich große Räume, wobei der mittlere Raum zum Naos offen stand und von hier aus die Seitenräume zu betreten waren. Im südwestlichen Nebenraum führte eine dreiläufige Treppe mit zwei Viertelpodesten um einen Pfeiler herum auf das Dach. Treppenstufen waren keine mehr vorhanden. Abzüglich der seitlichen Nebenräume ergab sich ein annähernd quadratischer Naos. Dieser war durch vier zentrale Pfeiler in neun Felder unterteilt. Jedes Feld war durch hoch in den Außenwänden eingelassene Schlitzfenster schwach belichtet. Jeweils drei paarweise angeordnete Schlitzfenster erhellten von den Schmalseiten die Nebenräume. Weitere Schlitzfensterpaare verbanden den nordwestlichen Nebenraum mit dem Naos und waren über den Türen der östlichen Apsisnebenräume angeordnet. Ugo Monneret de Villard, der in den 1930er Jahren mit Unterstützung des italienischen Außenministeriums in Unternubien Grabungen durchführte, fand Reste einer niederen, den Chorraum abgrenzenden Mauer (ḥiǧāb). Davon war in den 1960er Jahren nichts mehr erhalten.
Die Wände waren bis in 2,4 Meter Höhe aus kleineren und mittelgroßen Sandsteinbrocken unregelmäßig und ohne besondere Rücksicht auf horizontale Lagerfugen zu nehmen aufgemauert. Die oberen Steinplatten bildeten die horizontale Kämpferlinie für das Deckengewölbe. Bei nubischen Gebäuden trat dieses Auflager durch einen Rücksprung des Gewölbes als eine den Innenraum gliedernde Linie hervor. Die weitere Aufmauerung der Außenwände bis zur Höhe der Schlitzfenster erfolgte durch Lehmziegel. Dadurch entstand außen an den Längsseiten ein Mauerkranz, der optisch für einen geradlinigen Baukörper sorgte und praktisch den Gewölbefuß vor Winderosion schützte. Da in dieser Region nur äußerst selten Regen fällt, mussten die Gebäude nur zum Schutz gegen Sandwinde durch einen möglichst dicken Lehmverputz geglättet werden. Allgemein dienten in Nubien Lehmziegel zur Gestaltung der Fensteröffnungen, da mit Bruchsteinen keine ausreichend genauen Kanten ausgebildet werden konnten.
Die neun Felder des Naos wurden durch Lehmziegelkuppeln in der Bauart nubischer Gewölbe aus horizontalen Ringschichten überdeckt. Sie lagerten auf einem rechtwinkligen System von Gurtbögen, die sich zwischen den Pfeilern und den nächstliegenden Wänden spannten. Die aus Bruchsteinen gemauerten Pfeiler hatten quadratische Querschnitte. Alle Außenwände waren in den 1960er Jahren noch fast überall raumhoch erhalten, ebenso die Gurtbögen, die in Radialschichten ausgeführt waren. Die äußeren Kuppeln waren mit einem flachen Bogen ausgebildet, während die zentrale Kuppel durch einen in Nubien ungewöhnlichen, zylindrischen Wandaufsatz (Tambour) deutlich erhöht war. Bis auf die Kirche von Kulb mit der größten Zentralkuppel Unternubiens bestand der unter der Zentralkuppel zwischengeschaltete Unterbau aus einem quadratischen Mauerrand, auf dem sich die „Hängekuppeln“ direkt aufbauten. Die Eckauflager der Zentralkuppel wurden durch einfache Pendentifs ausgebildet. Ihre Gesamthöhe kann nur durch Vergleiche mit ähnlichen Kirchen, etwa mit der Nordkirche von Qasr Ibrim geschätzt werden. Die Nebenräume zu beiden Seiten waren jeweils durch einfache längsgerichtete Tonnengewölbe nach oben abgeschlossen.
Nach William Yewdale Adams (1965) gehört die Kirche in die Bauphase 800–1250 n. Chr. Peter Grossmann vergleicht sie mit ägyptischen Hallenkirchen und datiert vorsichtig in das 13. Jahrhundert.